# 막스 호르크하이머

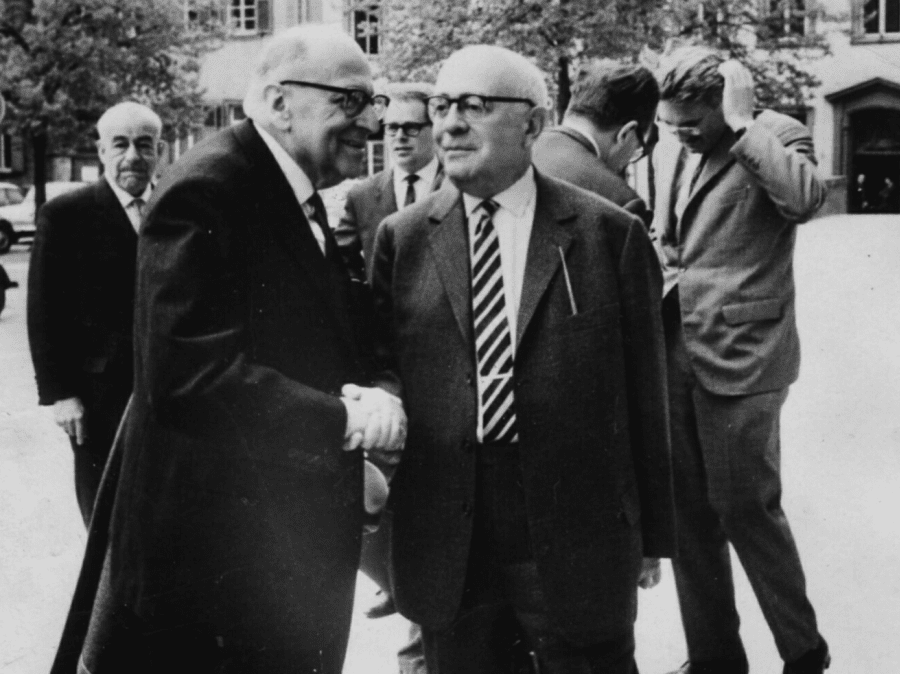
1965년 하이델베르크에서 막스 호르크하이머 (앞쪽 왼편), 테오도어 아도르노 (앞쪽 오른편), 위르겐 하버마스(뒷쪽 오른편)

막스 호르크하이머(독일어: Max Horkheimer [ˈhɔɐ̯kˌhaɪmɐ][*], 1895년 2월 14일~1973년 7월 7일)는 독일의 철학자이며 사회학자이다. 프랑크푸르트 학파의 대표적인 철학자이다.

## 생애
호르크하이머는 슈투트가르트의 유대계 가정에서 태어났다. 그는 부모의 강요에 의해 16세까지만 학교를 다녔고 이후에는 부모의 공장에서 일을 해야만 했다. 그러나 제1차 세계 대전 후에 뮌헨에서 철학과 심리학을 공부하였다. 1925년 한스 코넬리우스의 지도 아래 이마누엘 칸트에 관한 논문으로 교수 자격을 획득하였고 이듬해 대학강사에 임용되었다. 1930년 프랑크푸르트 대학의 사회 조사 연구소의 창설에 참가하였고 제2차 세계 대전의 한중간에 미국에 망명하였다. 전후에 다시 프랑크푸르트 대학에 돌아가 연구소의 소장으로 복귀하였다.

## 사상
호르크하이머의 작업은 감정(특히 고통)과 개념(이성의 행동을 안내하는 표현으로 이해됨) 사이의 관계를 보여주는 데 관심이 있다. 그 점에서 그는 신칸트주의와 생의 철학이 모두 일방적이라 보고 비판적으로 대응했다. 그는 두 학파 모두 틀렸다고 생각하지 않았지만, 각 학파의 통찰력만으로는 사회 문제를 해결하는 데 적절하게 기여할 수 없다고 주장했다. 호르크하이머는 사회 구조, 네트워크/하위 문화와 개인적 현실 간의 연관성에 초점을 맞추었고, 우리가 시장의 제품 확산에 영향을 받고 그에 따라 형성된다는 결론을 내렸다.
호르크하이머는 사회를 비판하고 변화시키는 데 초점을 맞춘 비판 이론을 통해 "급진적인 사회 및 문화 비판을 활성화하고자 시도"했으며 권위주의, 군국주의, 경제적 혼란, 환경 위기, 대중 문화의 빈곤 등에 대해 논의했다. 호르크하이머는 급진적 마르크스주의에서 시작하여 "비관적인 유대교 초월주의"로 끝나는 급진적이고 보수적인 렌즈를 혼합하여 비판 이론을 만드는 데 도움을 주었다.
그는 부르주아와 빈곤층의 대조를 목격하면서 자신의 부를 검토하여 자신의 비판 이론을 발전시켰다. 이 비판 이론은 사회의 미래 가능성을 수용했으며 진실하고 자유롭고 정의로운 삶을 보장하는 합리적 제도를 향해 사회를 움직이는 힘에 관심을 가졌다. 그는 사회 전체를 변혁하기 위해서는 "인류의 물질적, 정신적 문화 전체를 조사해야 한다"는 필요성을 확신했다. 호르크하이머는 노동계급이 파시즘의 유혹에 저항하기 위해 권력을 되찾을 수 있도록 돕고자 했다. 호르크하이머는 “자신의 존재를 규제하는 합리적으로 조직된 사회”가 필요하며 “공통적 욕구를 충족시킬 수 있는” 사회도 필요하다고 말했다. 이러한 요구를 충족시키기 위해 역사와 지식에 대한 총체적인 이해가 필요했다. 이를 통해 비판 이론은 "이데올로기 비판이 지배적 사상 체계의 '유토피아적 내용'을 찾으려고 시도한 부르주아 사회 비판"을 발전시킨다. 무엇보다도 비판 이론은 모든 사회적 관행에 대한 논의에서 비판적 관점을 개발하려고 노력했다.

## 저서
- 《계몽의 변증법》Dialectic of Enlightenment, 1947 - 테오도어 아도르노와 공저
- 《이성의 상실》Eclipse of Reason, 1947
- 《도구적 이성 비판》Zur Kritik der instrumentellen Vernunft , 1967 - 《이성의 상실》의 독일어 판

1. ↑  "Horkheimer, Max". 《Dictionary of the Social Sciences》. Oxford University Press. 2002년 1월 1일. doi:10.1093/acref/9780195123715.001.0001. ISBN 978-0-19-512371-5.
2. ↑  Reason, Nostalgia, and Eschatology in the Critical Theory of Max Horkheimer Brian J. Shaw The Journal of Politics, Vol. 47, No. 1 (Feb. 1985), pp. 160–181.
3. 1 2  Held, David. 1980. Introduction to Critical Theory: Horkheimer to Habermas. Berkeley and Los Angeles: University of California Press.
4. 1 2  Reason, Nostalgia, and Eschatology in the Critical Theory of Max Horkheimer Brian J. Shaw The Journal of Politics, Vol. 47, No. 1 (Feb. 1985), pp. 160–181.
5. ↑  Elliott, Anthony and Larry Ray, ed. 1996. Key Contemporary Social Theorists. Malden, MA: Blackwell.